# Ross DeRogatis
Ross Adam DeRogatis (Arlington, 12 dicembre 1983) è un ex cestista statunitense con cittadinanza italiana.